# Ludwig August Friedrich von dem Bussche-Haddenhausen
Ludwig August Friedrich von dem Bussche-Haddenhausen (auch Louis, * 16. März 1772 in Osnabrück; † 22. August 1852 in Liethe bei Wunstorf) war ein königlich-hannoverscher General der Infanterie sowie Erbherr auf Liethe und Offelten.

## Leben

### Herkunft
Seine Eltern waren der General Georg Wilhelm Daniel von dem Bussche-Haddenhausen (1726–1794) und dessen Ehefrau Dorothea Friederike, geborene Freiin von Hammerstein-Equord (1741–1777). Der General Hans von dem Bussche war sein Bruder.

### Militärkarriere
Er kämpfte mit seinem Vater im Ersten Koalitionskrieg in den Niederlanden. Dabei nahm er auch an den Kämpfen vom 6. und 7. September 1795 bei Rexpoede teil, bei denen der Generalfeldmarschall Wilhelm von Freytag befreit wurde. Bei der Kapitulation der kurhannoverschen Armee im Jahr 1803 war er Hauptmann des 9. Infanterie-Regiments. Nach der Auflösung der Armee ging er wie viele andere zur Deutschen Legion. 1809 wurde er dort Oberstleutnant. Er kämpfte 1805 mit der Legion in Hannover, 1807/08 im Baltikum und von 1809 bis 1814 in Spanien und dem südlichen Frankreich. Nach Überschreiten des Flusses Bidasoa bei Frankreich wurde er Kommandeur des 1. Leichten Bataillons, das 1815 in den Niederlanden eingesetzt war und auch an der Schlacht bei Waterloo in der Division des Generalleutnants Carl von Alten teilnahm. Danach stieg er bis zum hannoverschen General der Infanterie auf und starb am 22. August 1852 in Liethe.
Er wurde 1815 als Kommandeur des Guelphen-Ordens ausgezeichnet.

### Familie
Er war mit Elise von Malortie de Bimont (1802–1862) verheiratet. Das Paar hatte mehrere Kinder:
- Wilhelm (William) Ferdinand Adolf Clamore (1820–1877) ⚭ 1851 Gräfin Adelheid von Hardenberg (1824–1898)
- Georg Ernst Carl (1822–1854), Dr. Jur.
- Julie Frederike Charlotte Dorothea Adelheid (* 1830), Stiftsdame
- Julius Ernst Hermann (1827–1882) ⚭ Juliana Augusta Henriette von Salviati (1832–1892)
- Adelheid Frederike Wilhelmine Therese Emilie (* 1833)